# Vihvelöjärvet (Gällivare socken, Lappland, 742054-170266)
Vihvelöjärvet är en sjö i Gällivare kommun i Lappland och ingår i Råneälvens huvudavrinningsområde.